# ホールレ
ホールレ（オランダ語: Goirle、発音: [ˈɣoːrlə] ( 音声ファイル)）は、オランダ南部の北ブラバント州にある基礎自治体（ヘメーンテ）および町。ゴイルレなどとも表記される。
ティルブルフの郊外に位置し、電話の市外局番はティルブルフと共通である。ヘメーンテとしては、ブレーヘース (Breehees) とリール (Riel) の2つの村を含む。

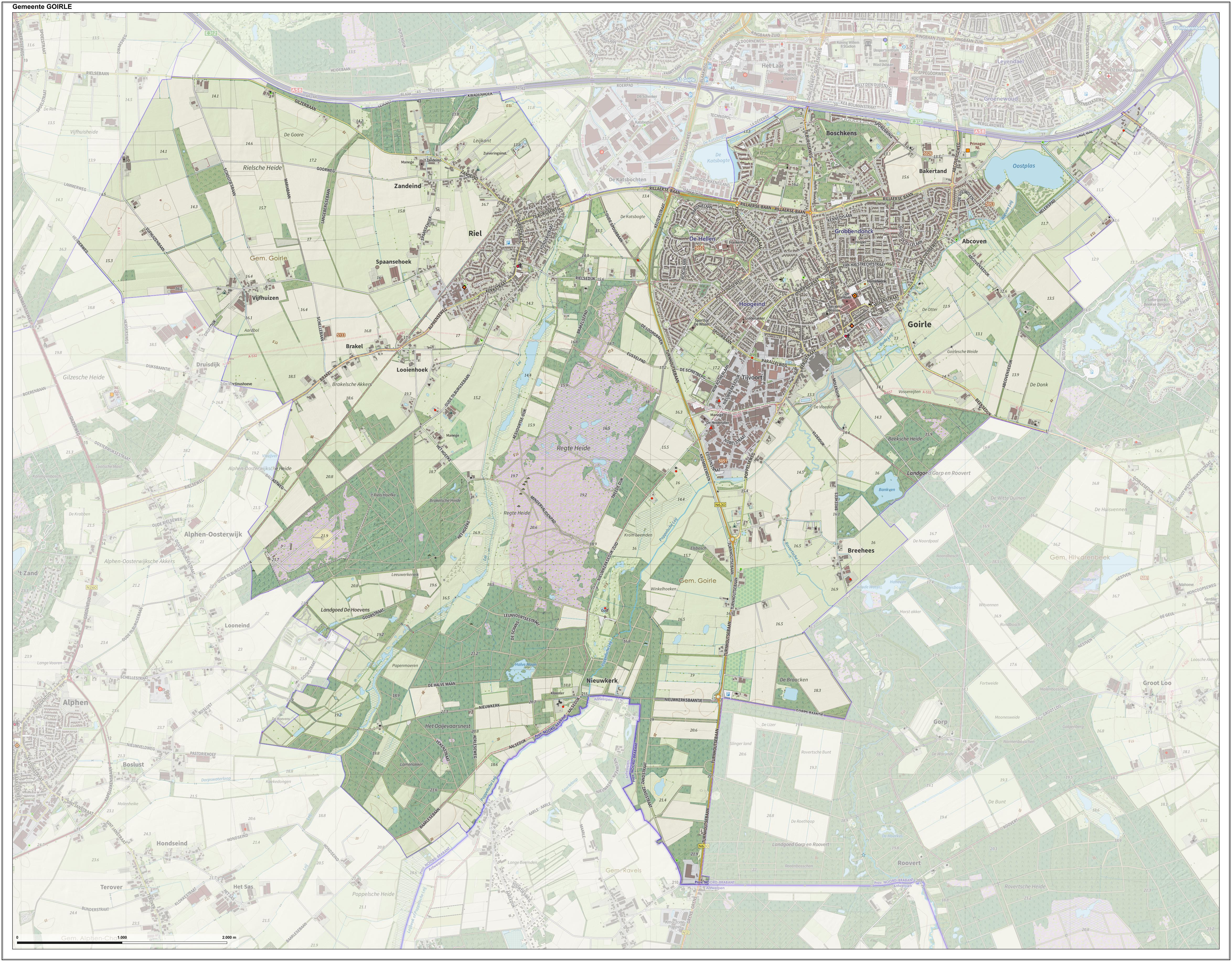
ホールレ市の地形図（2015年6月時点）

## ゆかりの人物
- マックス・ステーンベルヘ（1899年 - 1972年） 政治家
- ヨーン・ボクステル（1930年 - ） 木工作家、美術教師
- ペペイン・ファン・エルプ（1972年 - ） 数学者、チェス選手
- ヤン・タミニアウ（1975年 - ） ファッションデザイナー
- フロール・ヤンセン（1981年 - ） シンガーソングライター。フィンランドのシンフォニックメタル・バンド「ナイトウィッシュ」のリードボーカル

### スポーツ選手
- ティースト・ファン・ヘステル（1881年 - 1969年） アーチェリー選手。アントワープオリンピック金メダリスト
- フープ・ジルフェルベルフ（1939年 - ） 元自転車競技選手
- マルティン・ファン・ヘール（1960年 - ） 元サッカー選手
- マテュー・ヘルマンス（1963年 - ） 元自転車競技選手
- ロイ・ヘンドリクセン（1969年 - ） サッカー監督、元サッカー選手
- エドウィン・ヘルマンス（1974年 - ） 元サッカー選手
- アマンダ・ホプマンス（1976年 - ） 元テニス選手
- ビョルン・ファン・デル・ドレン（1976年 - ） 元サッカー選手、シンガーソングライター
- マルセル・メーウウィス（1980年 - ） 元サッカー選手
- ヨリス・マタイセン（1980年 - ） 元サッカー選手
- イレイン・ブスト（1986年 - ） スピードスケート選手
- エーフェ・ムスケンス（1989年 - ） バドミントン選手
- ミカエル・コイパー（1989年 - ） 総合格闘家
- ヴィルヒル・ミシジャン（1993年 - ） サッカー選手